# Villa Alnäs

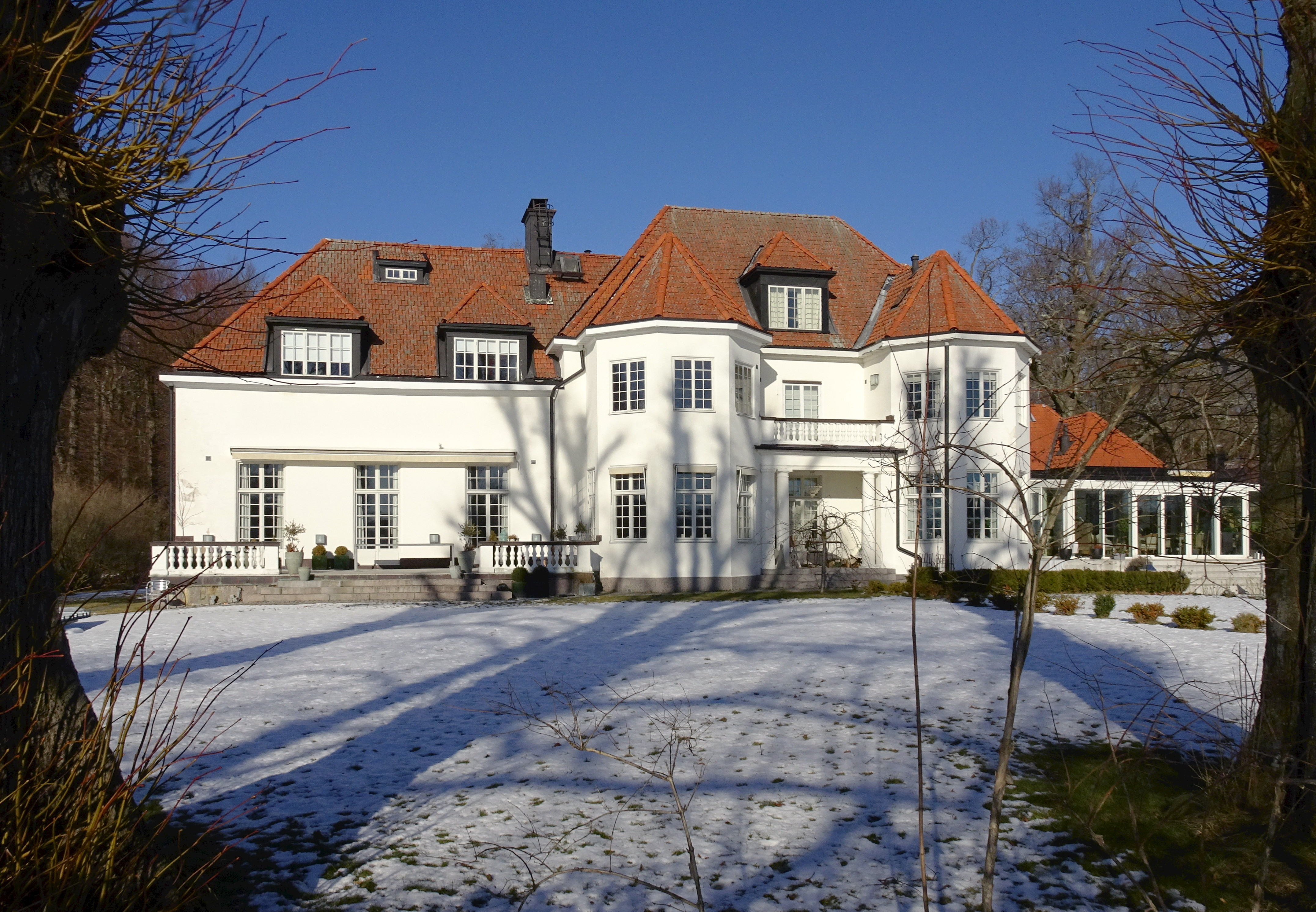
Villa Alnäs, februari 2017.

Villa Alnäs är en stor villa vid Djurgårdsvägen 220–222 på Djurgården i Stockholm, ursprungligen från 1780-talet och ombyggd 1905. Från Alnäs äldsta tid kvarstår en gulmålad träbyggnad intill Djurgårdsvägen.

## Historik

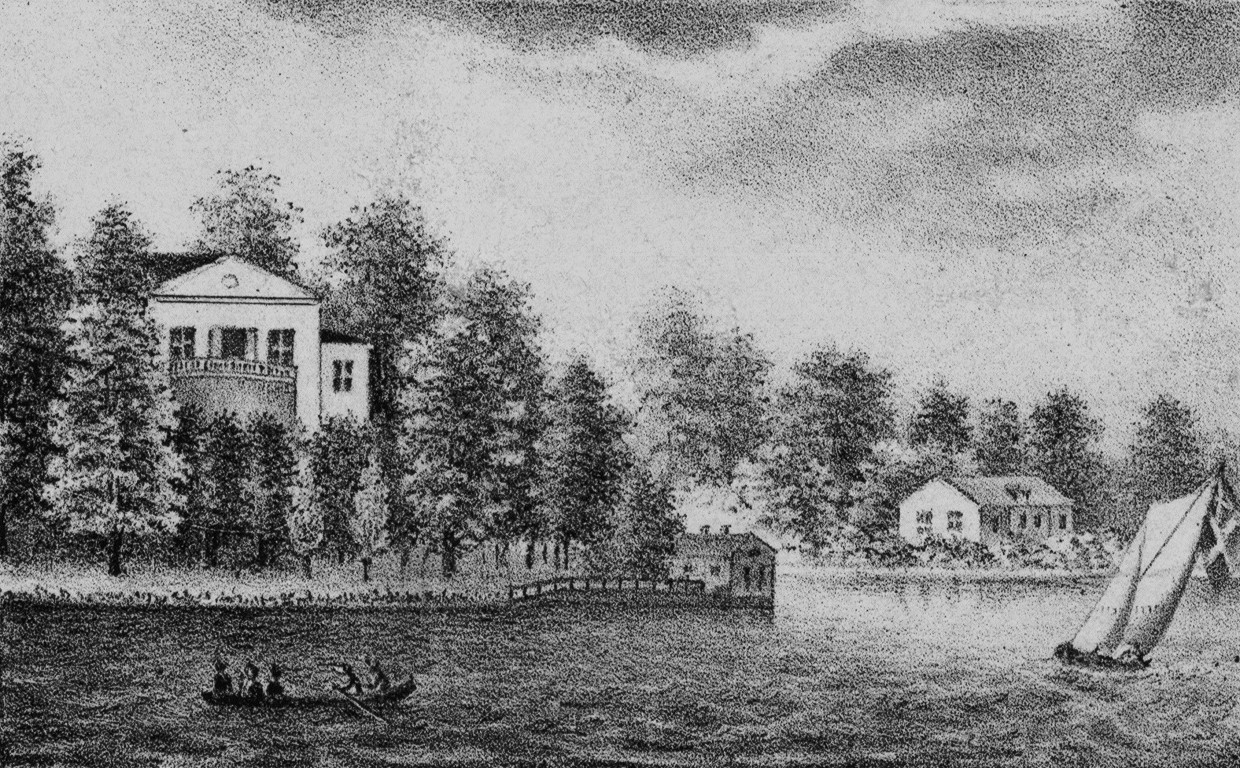
Listonhill och Alnäs (t.h.) 1845.

Området mellan Listonhill och Nedre Manilla bebyggdes 1787 av dåvarande direktören i Svenska Ostindiska kompaniet, Carl Gottfried Küsel. Han tillhörde den så kallade Skeppsbroadeln och han lät uppföra en malmgård åt sig och sin familj. Efter hans död 1795 tog hustrun Catharina och sonen Carl Küsel över malmgården. År 1808 såldes egendomen till juvelerarfirman Michaelson och Benedicks.  
Michael Benedicks ägde Alnäs till sin död 1845, då övergick egendomen till sonen och generalkonsuln Carl Benedicks. Han lät bygga om huset efter arkitekt Fredrik Wilhelm Scholanders ritningar. Efter Benedicks hade Alsnäs olika ägare fram till 1904, då Anton Lindström förvärvade egendomen. Lindström beställde en genomgripande ombyggnad av arkitekt Torben Grut, villan fick då sitt nuvarande utseende. År 1905 beskrevs en om- och tillbyggnad av Villa Alnäs av Torben Grut i tidskriften Arkitektur.
Efter Anton Lindström bodde bland annat grosshandlaren Carl D. Danielsson i villan samt efter år 1922 konsthistorikern Johnny Roosval och skulptören Ellen Roosval von Hallwyl. Den köptes av Stiftelsen för moralisk upprustning 1952 och var svenskt centrum för denna rörelse till början av 2000-talet. I dag är Villa Alnäs privatbostad.

## Bilder

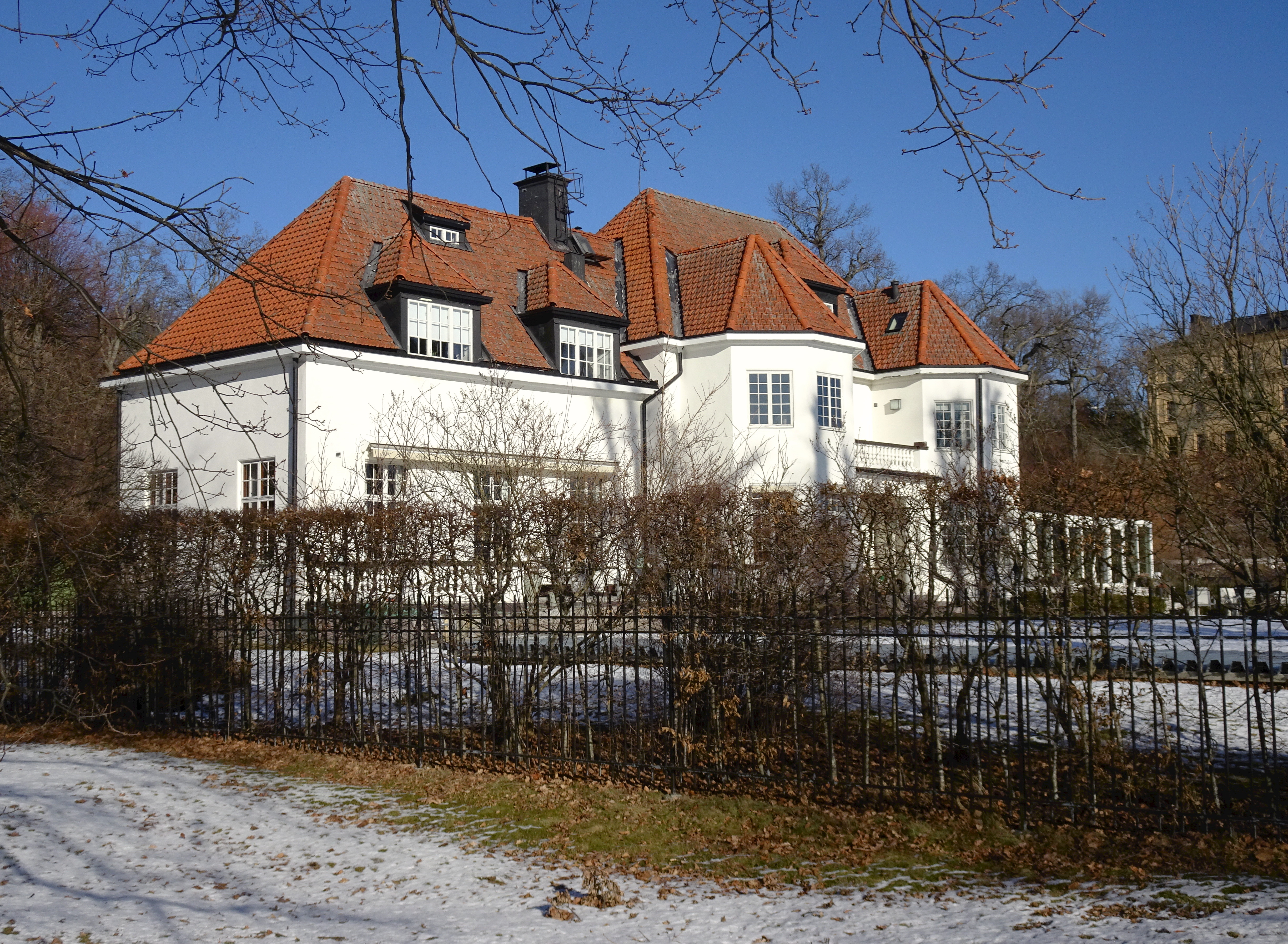
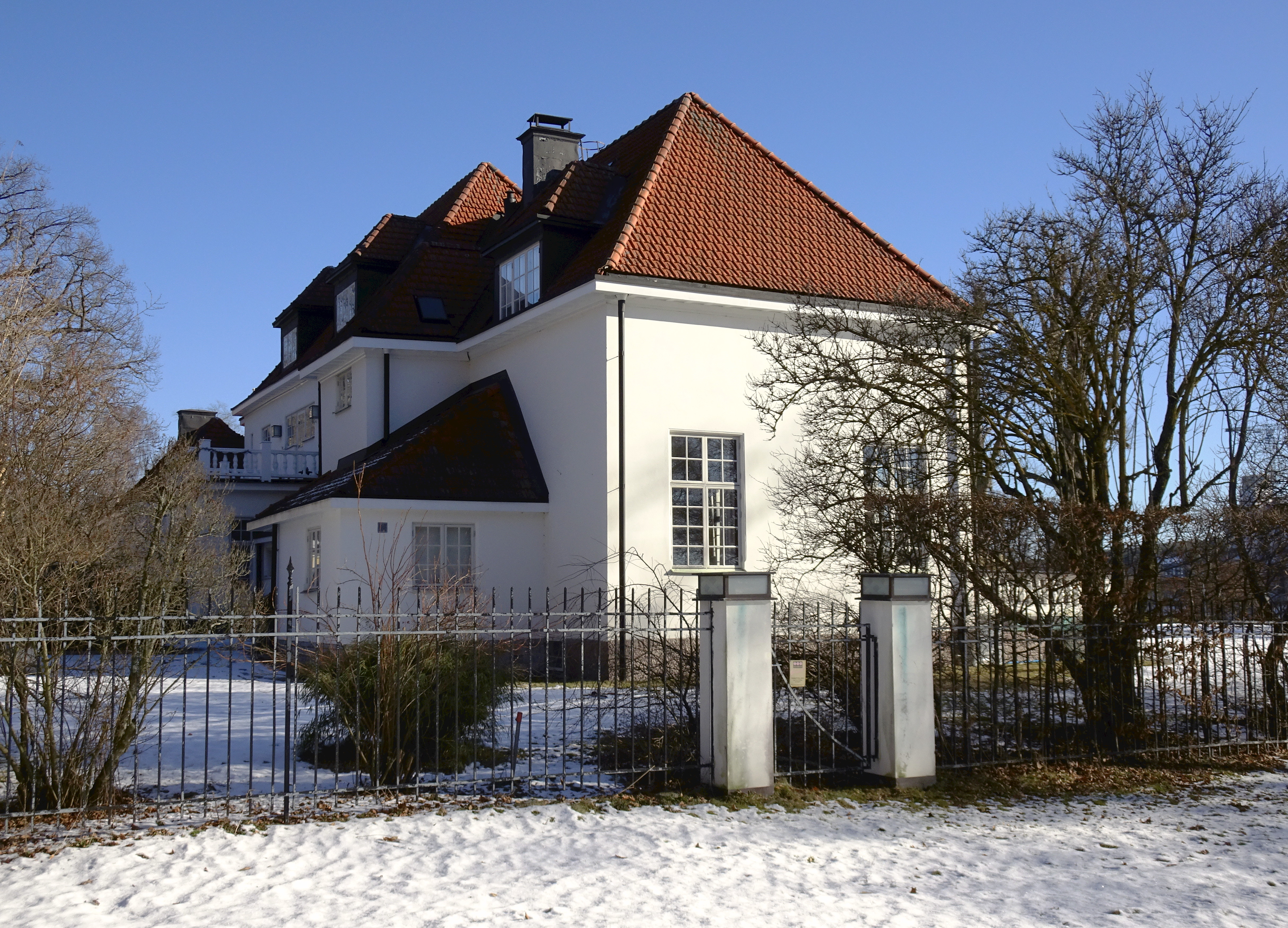
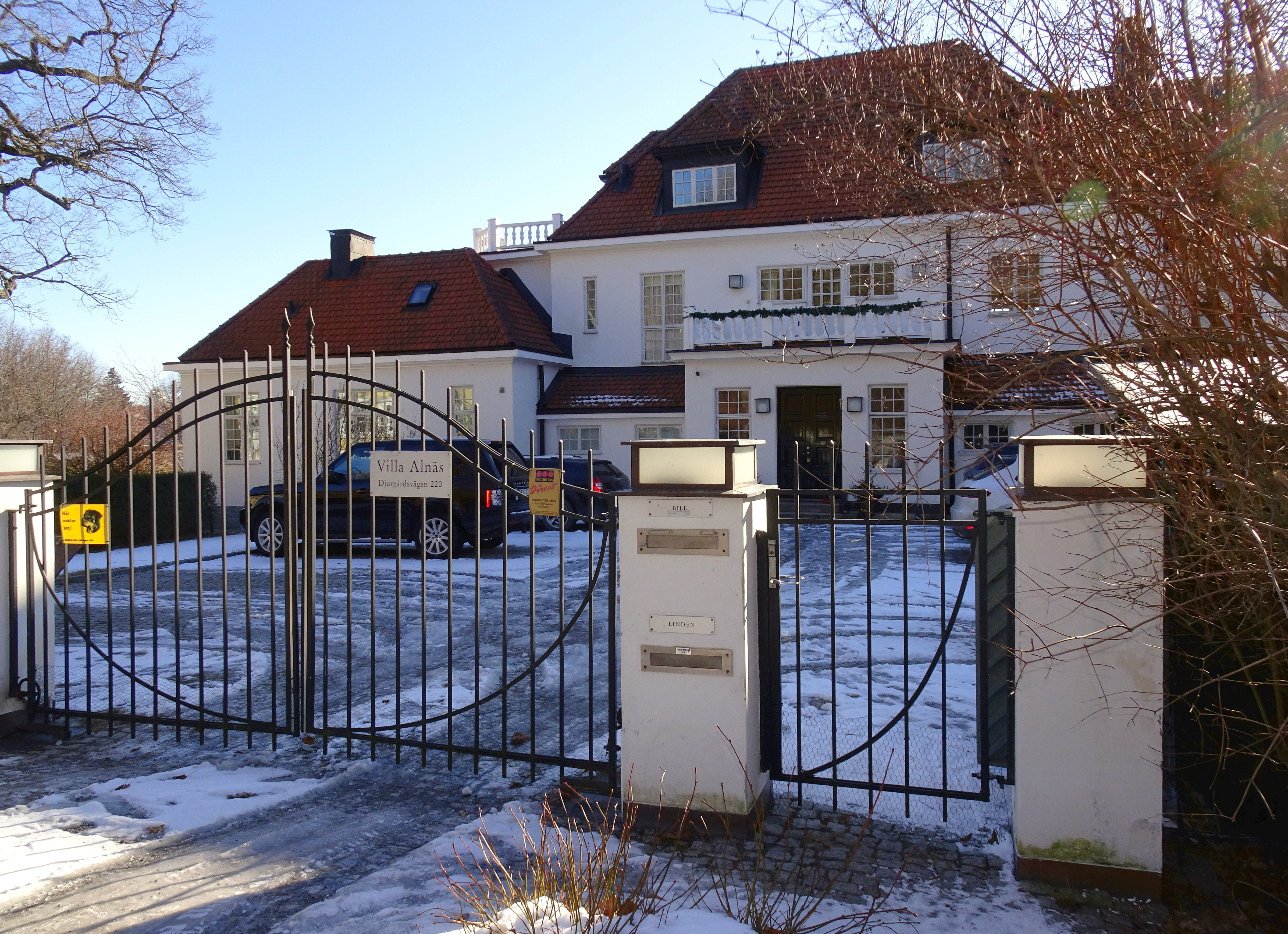
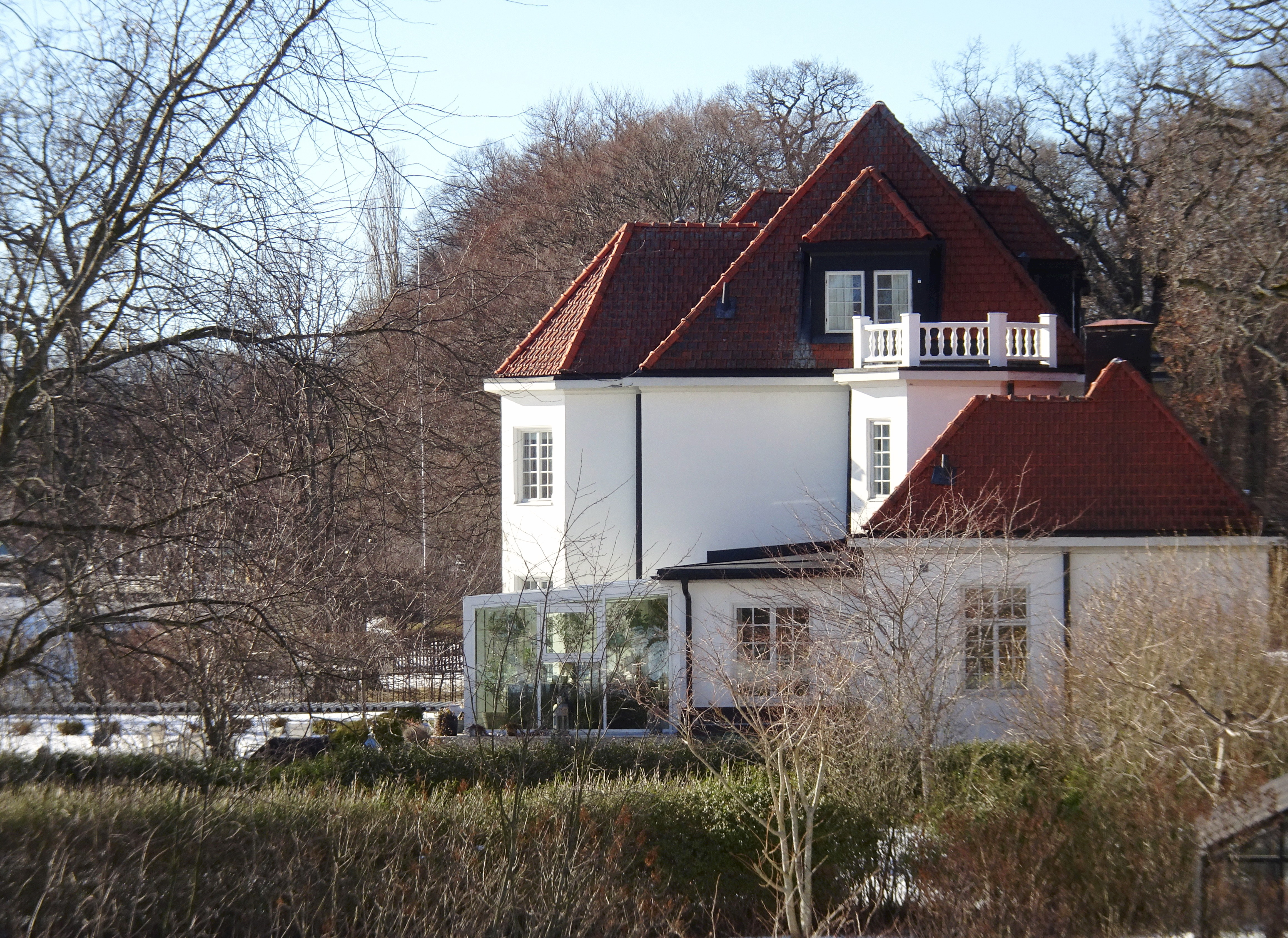